# Burton Peter Campbell
Pour les articles homonymes, voir Campbell.
Burton Peter "Burt" Campbell (11 mars 1937-février 2007) est un homme politique canadien de la Colombie-Britannique. Il est député provincial créditiste de la circonscription britanno-colombienne de Revelstoke-Slocan de 1969 à 1972.